# Luigi Di Lella
Luigi Di Lella (Carpino, 29 marzo 1869 – Firenze, 24 giugno 1957) è stato un prefetto e politico italiano.

## Biografia
Primo presidente di Corte di appello a Catania, Bari e Firenze, membro del Consiglio superiore della magistratura, è stato docente di istituzioni di diritto privato presso l'Istituto superiore di scienze economiche e commerciali di Bari, membro della Corte suprema di disciplina della Magistratura, docente di Diritto processuale civile presso la Facoltà di scienze economiche e commerciali dell'Università degli Studi di Firenze, commissario per gli alloggi della città di Napoli e per la liquidazione degli usi civici della Puglia. Ha presieduto la commissione composta da prelati e giuristi per l'attribuzione alla Santa Sede dei beni delle basiliche palatine di San Nicola di Bari, Altamura, Acquaviva delle Fonti e Monte Sant'Angelo.